# Sylvain Auroux
Pour les articles homonymes, voir Auroux.
Sylvain Auroux, né le 28 juillet 1947, est un linguiste et historien des sciences du langage français. Il dirige l'École normale supérieure de Fontenay-Saint-Cloud de 1995 à 2005. 

## Biographie
Sylvain Auroux étudie la linguistique et la philosophie à l'École normale supérieure de Saint-Cloud, qu'il intègre en 1967 après des études en classes préparatoires littéraires au lycée Henri-IV. En 1972, il obtient l'agrégation de philosophie et un doctorat à l'université Panthéon-Sorbonne.[réf. nécessaire] Après sa thèse, il reçoit une offre de collaboration de Jean-Claude Chevalier, qui fait partie de son jury de thèse, mais Auroux préfère enseigner en lycée, « par nécessité familiale ».
En 1976, Auroux suit le séminaire en histoire de la grammaire que dirigent Chevalier et Simone Delesalle.
S'éloignant des lycées parisiens[réf. nécessaire], Auroux travaille avec Tristan Hordé et Claude Désirat sur l'histoire des idées linguistiques, et publie avec eux plusieurs articles, dont certains paraitront dans les Annales historiques de la Révolution française.
En 1978 est créée la Société d’histoire et d'épistémologie des sciences du Langage (SHESL), première société savante dans ce domaine.[réf. nécessaire] Jean-Claude Chevalier en est le président et Sylvain Auroux le secrétaire. Auroux est également secrétaire de rédaction de la revue Histoire Epistémologie Langage, jusqu'en 2002.
De 1995 à 2005, Sylvain Auroux est directeur de l'École normale supérieure de Fontenay-Saint-Cloud. Il gère la délocalisation en 2000 de l'établissement en région Rhône-Alpes,,.
Sylvain Auroux est « le fondateur en France des recherches sur l'histoire et l'épistémologie des sciences du langage », et ses travaux constituent « une contribution de première importance reconnue internationalement ». Il a « construit l'armature tout à la fois intellectuelle, méthodologique et institutionnelle de ce champ »

## Prix et distinctions
- Prix Broquette-Gonin de l'Académie française en 1980 pour La Sémiotique des encyclopédistes
- Médaille de bronze du CNRS en 1983[5]
- Chevalier de l'ordre national du Mérite en 1998
- Médaille d'argent du CNRS en 2004[5]
- Chevalier de la Légion d'honneur en 2004

## Publications
- Races : poème polysémique et didactique, Paris, P. J. Oswald, 1972.
- Introduction à la sémiotique des encyclopédistes, sous la direction d'Yvon Belaval, 1972.
- L'Encyclopédie, Grammaire et Langue au XVIIIème siècle, Tours, Mame, 1973.
- La Valeur 1, Problématique de la valeur, sous la direction de Michel Jamet, Paris, Marketing, 1974.
- Dictionnaire des auteurs et des thèmes de la philosophie, avec Yvonne Weil, Paris, Librairie Hachette, 1975.
- Nouveau vocabulaire des études philosophiques, avec Yvonne Weil, préface de Yvon Belaval, Paris, Hachette, 1975.
- La sémiotique des encyclopédistes : essai d'épistémologie historique des sciences du langage, Paris, Payot, 1979.
- Histoire de la linguistique française, avec Jean-Claude Chevalier, Paris, Larousse, 1980.
- Linguistique et anthropologie en France : 1600-1900, Paris, Université Paris 7, 1982.
- Analyse, Expérience, avec Barbara Kaltz, Gerd von den Heuvel et Horst Dippel, München, R. Oldenbourg, 1986.
- Histoire des idées linguistiques Tome 1, La naissance des métalangages en Orient et en Occident, avec  Marc Baratin et Georges Bohas, Liège, Pierre Mardaga, 1989.
- La question de l'origine des langues : ordres et raisons du rejet institutionnel, Berlin, Walter de Gruyter, 1989.
- Barbarie et philosophie, Paris, Presses universitaires de France, 1990.
- La triade sémiotique, le trivium et la sémantique linguistique, par François Rastier, avec Gérard Deledalle et Jacques Fontanille, Limoges, PULIM, Université de Limoges, 1990.
- Hommage à Jean-Toussaint Desanti, avec Bernard Besnier et Maurice Caveing, Mauvezin, Trans-Europ-Repress,  1991.
- La logique des idées, Montréal, Bellarmin, 1993.
- La philosophie du langage, avec Jacques Deschamps et Djamel Kouloughli, Paris, Presses universitaires de France, 1996.
- Les langues du monde, avec A. et H. Damasio et Klaus Poeck, Paris, Belin, 1997.
- La raison, le langage et les normes, Paris, Presses universitaires de France, 1998.
- L'hyperlangue brésilienne, Paris, Larousse, 1998.
- Histoire des idées linguistiques Tome 3, L'hégémonie du comparatisme, avec Julia Andresen et Daniel Baggioni, Sprimont (Belgique), Mardaga, 2000.
- La question de l'origine des langues ; suivi de L'historicité des sciences, Paris, Presses Universitaires de France, 2007.
- La tradition linguistique arabe et l'apport des grammairiens arabo-andalous, avec Francesco Binaghi et Georgine Ayoub, Paris, SHESL, 2018.
- La rhétorique, coordonné par Manuel Maria Carrilho, Paris, CNRS Éditions, 2019.
- Grammaticalia : hommage à Bernard Colombat, sous la direction de Jean-Marie Fournier, Aimée Lahaussois et Valérie Raby, Lyon, ENS Éditions, 2019.
- L'Encyclopédie Diderot, l'esthétique : Mélanges en hommage à Jacques Chouillet (1915-1990), avec Dominique Bourel et Charles Porset, Paris, Cairn, 2020.
- La pensée chinoise : Dictionnaire, Paris, Cairn, 2020.
- Le langage : nature, structure, apprentissage, usage, avec Barbara Abdellilah-Bauer et Ranka Bijeljac-Babic, Auxerre, Éditions Sciences humaines, 2022.